# Desperado (음반)
| 전문가 평가                   | 전문가 평가 |
| 평가 점수                     | 평가 점수   |
| 출처                          | 점수        |
| ----------------------------- | ----------- |
| AllMusic                      | [ 3 ]       |
| Christgau's Record Guide      | C           |
| Rolling Stone (2004)          | [ 5 ]       |
| The Daily Vault               | B+          |
| Encyclopedia of Popular Music | [ 7 ]       |

《Desperado》는 미국의 록 밴드 이글스의 두 번째 스튜디오 음반이다. 이 음반은 영국 런던의 아일랜드 스튜디오에서 녹음되었고 1973년에 발매되었다. 《Desperado》의 노래들은 서부 개척 시대를 테마로 하고 있다. 밴드 멤버들은 무법자 갱처럼 입고 음반 커버에 등장하지만, 《Desperado》는 이글스 멤버들 중 유일하게 앞면 커버에 등장한다.
비록 타이틀곡이 이글스의 시그니처 곡 중 하나이지만, 싱글로 발매된 적은 없다. 〈Desperado〉는 《롤링 스톤》의 2004년 "역사상 가장 위대한 노래 500곡"에서 494위에 올랐다. 이 음반은 두 개의 싱글인 〈Tequila Sunrise〉와 〈Outlaw Man〉을 발매했는데 각각 64위와 59위에 올랐다. 이 음반은 빌보드 200 차트에서 41위에 올랐고 1974년 9월 23일 미국 음반 산업 협회로부터 골드 인증을 받았고 2001년 3월 20일 더블 플래티넘 인증을 받았다.
《Desperado는》 어사일럼이 1973년 중반 어사일럼, 엘렉트라, 애틀랜틱의 모회사인 워너 커뮤니케이션스에 의해 엘렉트라 레코드와 합병되기 전에 애틀랜틱 레코드에 의해 북아메리카에 유통된 마지막 어사일럼 레코드 음반이다.

## 배경

### 테마
상업적으로 성공적인 첫 번째 음반 이후, 프라이는 두 번째 음반이 아티스트로서 진지하게 받아들여질 수 있는 음반이 되기를 원했고, 콘셉트 음반을 만드는 것에 관심을 갖게 되었다. 글렌 프라이에 따르면, 그는 팀 하딘 콘서트 후 돈 헨리, 잭슨 브라운, J. D. 사우더와 함께 잼을 하고 있었는데, 그들이 반영웅에 대한 음반을 만들 생각을 했다고 한다. 한 가지 영감으로는 네드 도헤니가 21번째 생일을 맞아 브라운에게 건넨 서부 개척 시대에 관한 책이 있었는데, 브라운은 이 책을 보여주며 이 주제를 제시했다. 이 책에는 빌 돌턴과 빌 둘린에 대한 이야기가 포함되어 있는데, 여기서 둘린-달튼 갱에 대한 노래 〈Doolin-Dalton〉이 나왔다. 그러나 그들은 〈Doolin-Dalton〉과 동명의 배우에 대한 〈James Dean〉을 쓴 후 아이디어가 바닥났다. 반영웅에 대한 아이디어는 서양을 주제로 한 《Desperado》가 되었고, 대신 다음 음반인 《On the Border》에 〈James Dean〉이라는 노래가 사용되었다.
잭슨 브라운은 프라이와 헨리가 작곡한 곡 〈Desperado〉를 이 음반의 무법자 테마로 삼았다. 버니 리던은 프라이가 무법자 갱단과 로큰롤 사이의 유사성에 대한 아이디어를 좋아했다고 말했다. "글렌은 모두를 앉혀놓고 갱단의 어떤 캐릭터들이 그들에 대한 노래를 쓸 수 있는지 또는 우리에게 이 개념에 대한 노래를 쓰도록 격려했습니다." 프라이가 1973년 인터뷰에서 음반에 대해 말했듯이. "그것은 로큰롤과 무법자 사이의 유사점을 확실히 그리는 순간들이 있습니다. 정상의 법칙을 벗어난 것 같아요. 전 항상 법을 어기는 기분이에요. 우리가 사는 것과 우리가 하는 것은 일종의 환상입니다." 헨리는 또한 이 음반이 "카우보이 비유로 명성과 성공의 해악에 대한 그들의 큰 예술적 논평이 될 것"이라고 말했다. 하지만 그는 인정했다. "그 비유는 아마도 작은 헛소리였을 것이다. 우린 로스앤젤레스에서 밤을 새우며 마약도 피우고 캘리포니아의 삶을 살았어요. 그리고 우린 그게 옛날 서부의 카우보이들처럼 급진적이라고 생각했죠. 우리는 사회가 아니라 음악 사업에 대해 정말 반기를 든 것입니다." 음악 사업에 대한 그들의 불만과 냉소적인 이유 중 일부는 데이비드 게펀이 그의 독립적 어사일럼 레이블을 워너 커뮤니케이션스에 매각했고, 그 후 엘렉트라와 합병했고, 밴드는 이것이 EMI에 의해 밴드를 국제적으로 홍보하는 데 관심이 없는 이유라고 보았다.

### 구성
프라이와 헨리는 1972년 런던에서 첫 음반 《Eagles》를 녹음한 후 함께 곡을 쓰기로 결심했고, 로스앤젤레스로 돌아온 지 며칠 만에 처음으로 작곡한 곡은 공동작업 첫 주 만에 작곡한 〈Desperado〉와 〈Tequila Sunrise〉였다. 음반의 다른 곡들은 서양적인 주제를 결정한 후 빠르게 합쳐졌다. 《Desperado》는 특정한 서사가 없고, 곡들이 모두 주제와 명시적으로 들어맞지는 않지만, 이 음반은 "넓은 평원의 분위기와 거칠고 특이하게 남성적인 외로움으로 가득 차 있다"고 묘사되었다. 이 음반은 프라이와 헨리의 작곡 파트너십의 시작이며, 모든 프라이와 헨리는 음반에 수록된 11곡 중 8곡을 작곡하는 데 참여했다. 헨리는 "그때 우리는 팀이 되었다"라고 언급했다. 《Desperado》의 프라이와 헨리의 작곡 능력 또한 그들이 밴드에서 우위를 점하는 시작을 나타낸다. 헨리는 "그때가 우리에게 정말 중요한 시기였습니다. 우리가 밴드를 결성했을 때, 그것은 '모두의 평등'의 문제들 중 하나였어야 했어요. 노래도 부르고 작곡도 하고 그랬죠. 하지만 사실은 사람들이 모든 것을 똑같이 할 수 있는 것은 아니라는 것입니다. 꼭 축구팀 같아요.... 어떤 사람들은 쿼터백이고 어떤 사람들은 차단합니다. 그래서 한동안 많은 어려움을 겪었습니다."
리던은 〈Twent-One〉과 〈Bitter Creek〉 두 곡을 작곡했고, 랜디 마이즈너는 〈Certain Kind of Fool〉과 〈Saturday Night〉를 공동 작곡했다. 〈Twenty-One〉은 1892년 10월 캔자스주 코피빌 습격 당시 돌턴 갱 중 가장 어린 에멧 돌턴이 23발의 총탄을 맞았지만 살아남은 나이를 가리킨다. 마이즈너는 어떻게 누군가가 〈Certain Kind of Fool〉에서 무법자가 되었는지에 대한 아이디어를 생각해냈고, 그의 기고문에 대해 "제가 시작했어요. 보통 그런 일이 벌어집니다. 한 두 소절 정도 읽으면 빈칸을 채우는 데 도움이 될 것입니다." 이글스 멤버들이 직접 작사, 작곡하지 않은 음반 수록곡은 데이비드 블루가 작사, 작곡, 주제와 맞아떨어져 선곡한 〈Outlaw Man〉뿐이다.

### 녹음
이 음반은 런던의 아일랜드 스튜디오에서 녹음되었으며, 3만 파운드의 비용으로 4주가 걸렸다. 프로듀서 글린 존스는 이 음반을 빠르고 경제적으로 제작하기를 원했고, 따라서 각 트랙은 4~5테이크로 제한되었고, 더 많은 음반을 녹음하라는 요청은 거부되었다. 헨리는 나중에 타이틀곡 〈Desperado〉에서 노래를 제대로 부르지 못한 것이 가장 후회스럽다고 말했고, 노래를 다시 하고 싶었을 것이라고 말했다. 프로듀서 존스에 따르면, 그와 리던은 음반의 무법자 컨셉에 대한 이야기를 묶기 위해 몇 가지 음악적 연결고리를 생각해내려고 했지만, 컨셉 자체가 소멸되었다. 밴드는 완성된 결과에 매우 만족했다. 존스가 처음으로 실체로서 그들에게 음반을 들려준 후, 그들은 그를 어깨에 메고 조정실 밖으로 나갔다.
그러나 애틀랜틱 레코드의 사장 제리 그린버그는 다음과 같이 말했다. "이런, 그들은 빌어먹을 카우보이 음반을 만들었어!"
영화 감독 샘 페킨파는 이 음반을 영화의 기초로 사용할 계획이었지만, 이 계획은 결실을 맺지 못했다.

## 커버 아트
이 음반의 커버 아트는 아티스트 게리 버든이 헨리 딜츠의 사진을 작업했으며, 둘 다 이글스의 첫 번째 음반을 담당했다. 음반의 음악 주제를 설명하기 위해 오리지널 컨셉은 총격전과 서부 개척 시대의 모습이 담긴 무법자 복장을 한 밴드가 앞면 커버에 있는 게이트폴드 더블 음반이었다. 그러나 이 중심적인 생각은 데이비드 게펀에 의해 폐기되었다.
음반 뒷면에는 잭슨 브라운, J. D. 사우더와 함께 밴드 멤버 4명 전원이 죽은 채 땅바닥에 묶인 채 누워있는 모습이 담겨 있다. 프로듀서 글린 존스 (흰 모자를 쓴 맨 오른쪽), 매니저 존 하트만, 로드 매니저 토미 닉슨, 아티스트 보이드 엘더 (이글스의 후기 음반의 해골 작품을 담당할), 로드리, 게리 버든 (맨 왼쪽)을 포함한 포스가 그들 위에 서 있다. 이 사진은 돌턴 갱의 생포와 죽음의 역사적 모습을 재현한 것이다. 잭슨 브라운은 뮤지션들이 죽은 채 누워있는 뒷면 커버의 이미지는 "정말로 온전한 것"이라고 말했다.
사진 촬영은 말리부 캐년에 있는 서양 영화를 배경으로 한 오래된 영화인 파라마운트 랜치에서 이루어졌다. 그러나 그것은 값비싼 촬영이었고, 비용을 정당화하기 위해 음반 홍보 영화도 동시에 제작되었다. 이 영화는 슈퍼 8mm 필름에서 촬영된 후 세피아 틴트로 촬영되어 비디오테이프로 옮겨졌다. 각 과정에서 약간의 영상 화질이 손실되는데, 프레이는 영상을 오래되고 사실적으로 보이게 만들었기 때문에 "좋은 사고"라고 묘사했다. 헨리는 음반 자체와 마찬가지로 홍보영화에 대해 "음악 사업이 실제로 어떻게 돌아가는지에 관한 그들의 순수함을 잃은 것에 대한 논평"이라고 설명했다.

## 상업적 성과
1973년 4월에 발매된 이 음반은 처음에는 상업적인 성공을 거두지 못했다. 발매 8주 만에 41위까지 오르며 미국 빌보드 200 차트에서 저조한 145위로 데뷔했으며, 이 음반은 이글스의 가장 낮은 차트 기록으로 남아 있으며, 〈Tequila Sunrise〉와 〈Outlaw Man〉의 두 싱글이 메인 싱글 차트에서 50위권 진입에 실패했기 때문에 히트곡이 나오지 않았다.
그러나 그들의 다음 음반 발매인 《On the Border》의 성공은 음반 판매에 박차를 가했다. 1974년 9월 23일 《On the Border》 발매 후 미국 음반 산업 협회로부터 골드 인증을 받았으며, 2001년 3월 20일 더블 플래티넘 인증을 받아 미국에서 200만 장이 출하되었음을 알 수 있다.

## 곡 목록
| #  | 제목                | 작사·작곡                                       | 리드 보컬            | 재생 시간 |
| -- | ------------------- | ----------------------------------------------- | -------------------- | --------- |
| 1. | 〈Doolin-Dalton〉   | 돈 헨리, 글렌 프라이, J. D. 사우더, 잭슨 브라운 | 돈 헨리, 글렌 프라이 | 3:26      |
| 2. | 〈Twenty-One〉      | 버니 리던                                       | 버니 리던            | 2:11      |
| 3. | 〈Out of Control〉  | 헨리, 프라이, 토미 닉슨                         | 프라이               | 3:04      |
| 4. | 〈Tequila Sunrise〉 | 헨리, 프라이                                    | 프라이               | 2:52      |
| 5. | 〈Desperado〉       | 헨리, 프라이                                    | 헨리                 | 3:36      |

| #  | 제목                                  | 작사·작곡                    | 리드 보컬      | 재생 시간 |
| -- | ------------------------------------- | ---------------------------- | -------------- | --------- |
| 1. | 〈Certain Kind of Fool〉              | 랜디 마이즈너, 헨리, 프라이  | 랜디 마이즈너  | 3:02      |
| 2. | 〈Doolin-Dalton (기악)〉              | 헨리, 프라이, 사우더, 브라운 | 기악           | 0:48      |
| 3. | 〈Outlaw Man〉                        | 데이비드 블루                | 프라이         | 3:34      |
| 4. | 〈Saturday Night〉                    | 헨리, 프라이, 마이즈너, 리던 | 헨리, 마이즈너 | 3:20      |
| 5. | 〈Bitter Creek〉                      | 리던                         | 리던           | 5:00      |
| 6. | 〈Doolin-Dalton/Desperado (Reprise)〉 | 헨리, 프라이, 사우더, 브라운 | 헨리           | 4:50      |

## 인증
| 국가                                                            | 인증        | 판매량/출하량 |
| --------------------------------------------------------------- | ----------- | ------------- |
| 캐나다 (뮤직 캐나다)                                            | 골드        | 50,000^       |
| 영국 (BPI) 2006 release                                         | 실버        | 60,000        |
| 미국 (RIAA)                                                     | 2× 플래티넘 | 2,000,000^    |
| ^출하량을 기반으로 한 인증 · 판매량+스트리밍을 기반으로 한 인증 |             |               |